# Natalia Rolleczek
Natalia Rolleczek, właśc. Natalia Rolleczek-Korombel (ur. 16 lutego 1919 w Zakopanem, zm. 8 lipca 2019) – polska pisarka, głównie dla dzieci i młodzieży, dramatopisarka.

## Życiorys
W latach 1931–1933 przebywała w sierocińcu prowadzonym przez zakon sióstr felicjanek. Okres II wojny światowej przeżyła w Krakowie. Należała do Armii Krajowej. Znajoma Karola Wojtyły.
Debiutowała w 1945. Od 1952 należała Związku Literatów Polskich.
Autobiograficzna powieść Drewniany różaniec, opowiadająca o pobycie w ośrodku felicjanek,  została w 1964 zekranizowana przez Ewę i Czesława Petelskich.
Książka dla młodzieży Kochana rodzinka i ja została w 1976 uznana za najpopularniejszą przez czytelników „Płomyka”. W roku 1980 Natalia Rolleczek otrzymała nagrodę Prezesa Rady Ministrów za twórczość artystyczną dla dzieci i młodzieży. Była laureatką trzech konkursów Wydawnictwa „Nasza Księgarnia”.
Późniejsze utwory wykorzystują tematykę historyczną. Książki Natalii Rolleczek były przekładane na języki obce (czeski, estoński, litewski, mołdawski).
Jest bohaterką filmu dokumentalnego Tala od różańca zrealizowanego przez Sławomira Rogowskiego i Stanisława Zawiślińskiego w 2012.

### Rodzina
Ojciec, niewidomy, zmarł przed narodzinami córki. Mąż – Bogumił Korombel, ekonomista, małżonkowie rozstali się. Synowie: Paweł Jakub Korombel, tłumacz książek z języka angielskiego oraz Hubert Korombel, przedsiębiorca.
Mieszkała m.in. w Zakopanem, Krakowie (m.in. w Domu Literatów przy ulicy Krupniczej), Drohobyczu, Tarnowie, Olkuszu, Bukownie.
Pochowana na cmentarzu Rakowickim, kwatera LXXV, rząd 35, miejsce 12.

## Utwory
- Mój zięć marksista (utwór dramatyczny; praprem. 1950)
- W dalekim kraju, w Nowej Zelandii... (opowieść sceniczna w 3 aktach, 6 odsłonach z epilogiem; 1962)
- Drewniany różaniec, Iskry, Warszawa 1953 (powieść)
- Oblubienice (część druga Drewnianego różańca; 1955; adapt. film: reż. Ewa i Czesław Petelscy; 1964)
- Idylla: opowiadania, Czytelnik, Warszawa 1959[16]
- Sukces (utwór dramatyczny; praprem. 1962)
- Gabriel ma skrzydła (utwór dramatyczny; powst. przed 1963)
- Burzyciele (sztuka w 3 aktach; powst. przed 1964)
- Gang panny Teodory, Iskry, Warszawa 1964
- Lepszy gatunek (utwór dramatyczny; powst. przed 1965)
- Przyjaciele, Państwowe Zakłady Wydawnictw Szkolnych, Warszawa 1965
- Zegar minionego czasu (utwór dramatyczny; powst. przed 1967)
- Zwariowana noc (powieść powst. przed 1967; adapt. film.: Scenariusz Z. Skowroński 1967)
- Cesia, Nasza Księgarnia, Warszawa 1971 (powieść)
- Rufin z przeceny, Iskry, Warszawa 1971[17]
- Trylogia:
  - Kochana rodzinka i ja, Nasza Księgarnia, Warszawa 1961
  - Rodzina Szkaradków i ja, Nasza Księgarnia, Warszawa 1963
  - Rodzinne kłopoty i ja, Nasza Księgarnia, Warszawa 1966
- Trylogia:
  - Kuba znad Morza Emskiego, Nasza Księgarnia, Warszawa 1968
  - Wyspa San Flamingo, Nasza Księgarnia, Warszawa 1969
  - Choinka z Monte Bello, Nasza Księgarnia, Warszawa 1970
- Urocze wakacje (1972)
- Bogaty książę, Wydawnictwo Literackie, Kraków 1974 (powieść)[18]
- Świetna i najświetniejsza, Nasza Księgarnia, Warszawa 1979
- Selene, córka Kleopatry, Wydawnictwo Literackie, Kraków Wrocław 1983 ISBN 83-08-00555-1
- Trzy córki króla (powieść; T. 1 – 3; 1987) ISBN 83-10-09051-X
- Mały proboszcz z Iwy  Wydawnictwo Zakonu Pijarów, Kraków 1993 ISBN 83-85958-04-5
- Zaczarowana plebania (powieść) „Edytor”, Katowice 1997[19] ISBN 83-86812-75-3

## Ekranizacje
Jej powieść z autobiograficznymi wątkami Drewniany różaniec została zekranizowana przez Ewę i Czesława Petelskich w 1964. Pisarka wystąpiła w tym filmie w roli samej siebie.
Powieść Zwariowana noc stała się pierwowzorem do filmu Zbigniewa Kuźmińskiego z 1967 roku o takim samym tytule.